# 辇道增九
天鵝座8，又名BD+34 3590，HD 184171、SAO 68447、HR 7426，是天鵝座的一颗恒星，视星等为4.74，位于銀經67.97，銀緯7.44，其B1900.0坐标为赤經19h 28m 3.3s，赤緯+34° 7.44′ 25″。